# Шпрее-Найсе (район)

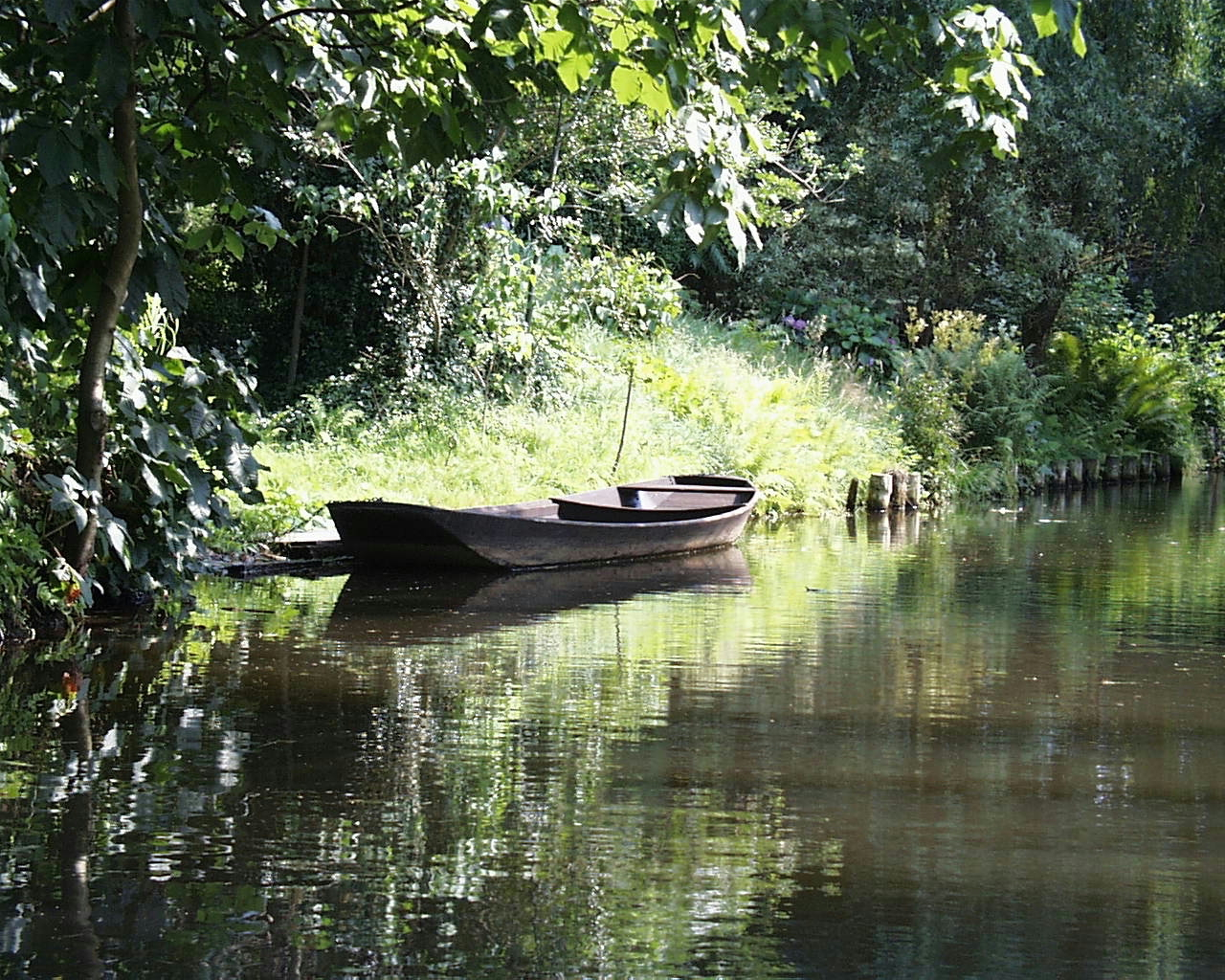
Човен у Шпреевальді

Шпрее-Найсе (нім. Landkreis Spree-Neiße; н.-луж. Wokrejs Sprjewja-Nysa, вимовляється [ˈwɔkrɛjs ˈsprʲɛwʲa ˈnɨsa]) — район у Німеччині, у землі Бранденбург. Центр району — місто Форст. Площа — 1 648 км². Населення району становить 113 011 осіб (станом на 31 грудня 2020). Густота населення — 77 осіб/км². Офіційний код району — 12 0 71.

## Міста та громади
Район складається з п'яти самостійних міст, трьох самостійних громад, а також двох міст і 19 громад (нім. Gemeinden), об'єднаних у три об'єднання громад (нім. Ämter).
Дані про населення наведені станом на 31 грудня 2020.
| Самостійні міста: 1. Вельцов (3317) 2. Губен (16656) 3. Дребкау (5508) 4. Форст (17691) 5. Шпремберг (21749) Самостійні громади: 1. Кольквіц (9269) 2. Нойгаузен (4967) 3. Шенкендеберн (3543) | Об'єднання громад: 1. Бург (9059) 1. Брізен (776) 2. Бург (4262) 3. Вербен (1708) 4. Гуров (534) 5. Діссен-Штрізов (975) 6. Шмогров-Феров (804) 2. Деберн-Ланд (10574) 1. Візенгрунд (1347) 2. Грос-Шаксдорф-Зіммерсдорф (892) 3. Деберн, місто (3166) 4. Ємліц-Кляйн-Дюбен (445) 5. Найсе-Мальксеталь (1596) 6. Феліксзее (1894) 7. Черніц (1234) 3. Пайц (10678) 1. Гайнерсбрюк (579) 2. Драхгаузен (798) 3. Дренов (501) 4. Єншвальде (1532) 5. Пайц, місто (4372) 6. Тайхланд (1113) 7. Тауер (681) 8. Турнов-Прайлак (1102) |

## Населення
| Рік  | Населення |
| ---- | --------- |
| 1990 | 157.358   |
| 1991 | 153.328   |
| 1992 | 150.820   |
| 1993 | 152.241   |
| 1994 | 152.982   |
| 1995 | 153.493   |
| 1996 | 154.856   |
| 1997 | 155.946   |
| 1998 | 155.773   |
| 1999 | 155.247   |

| Рік  | Населення |
| ---- | --------- |
| 2000 | 153.827   |
| 2001 | 151.100   |
| 2002 | 148.939   |
| 2003 | 141.256   |
| 2004 | 139.464   |
| 2005 | 136.896   |
| 2006 | 135.017   |
| 2007 | 132.798   |
| 2008 | 130.626   |
| 2009 | 128.470   |

| Рік  | Населення |
| ---- | --------- |
| 2010 | 126.400   |
| 2011 | 121.571   |
| 2012 | 120.178   |
| 2013 | 118.899   |
| 2014 | 118.030   |
| 2015 | 117.635   |